# Julio Hernán Rossi
Julio Hernán Rossi (født 22. februar 1977) er en tidligere argentinsk fodboldspiller.